# Erich von Falkenhayn
Erich von Falkenhayn (Burg Belchau, 1861. szeptember 11. – Schloss Lindstedt, Potsdam, 1922. április 8.) német tábornok és katonapolitikus, 1913 és 1915 között a Német Birodalom hadügyminisztere volt. Az első világháború idején, 1914 és 16 között ő látta el a császári német hadsereg főparancsnoki tisztségét. Vezérkari főnökként nem teljesen sikerült megvalósítani elképzeléseit. Meggyőződése volt, hogy a háború egyedül nyugati fronton nyerhető meg az ellenfél haderejének felőrlésével, azonban stratégiája túlságosan védekező jellegűnek bizonyult a keleti fronton. Ennek ellenére a nyugati fronton sem tudott áttörést elérni, amely leváltásához vezetett. Nevéhez kötődik a jelentős számú áldozatot követelő verduni csata is. Emellett jelentős szerepet játszott a Szerbia és a Románia elleni győzelemben. Különösen az utóbbiban bebizonyította rátermettségét harctéri parancsnokként.

## Élete

### Korai pályafutása
1861. november 11-én született Burg Belchau-ban, egy elszegényedett porosz nemesi család gyermekeként. 1880-ban – az akadémia elvégzése után – tisztként belépett a német hadseregbe és vezérkari beosztást kapott. Első háborús tapasztalatait Kínában szerezte, ahol a boxerlázadást leverő nemzetközi haderő tagja volt. Ennek köszönhetően felkeltette II. Vilmos német császár érdeklődését. 1903-ban hazatért és a német vezérkar tagjaként folytatta szolgálatát. 1913 júliusában kinevezték Poroszország hadügyminiszterének. Ebben a tisztségben többször támadt nézeteltérése Helmuth von Moltke vezérkari főnökkel. 1914 augusztusában kitört az első világháború és a német vereséget hozó első marne-i csatát követően II. Vilmos leváltotta Moltkét. Helyére Falkenhaynt nevezte ki 1914. szeptember 14-én.

### A német hadsereg élén

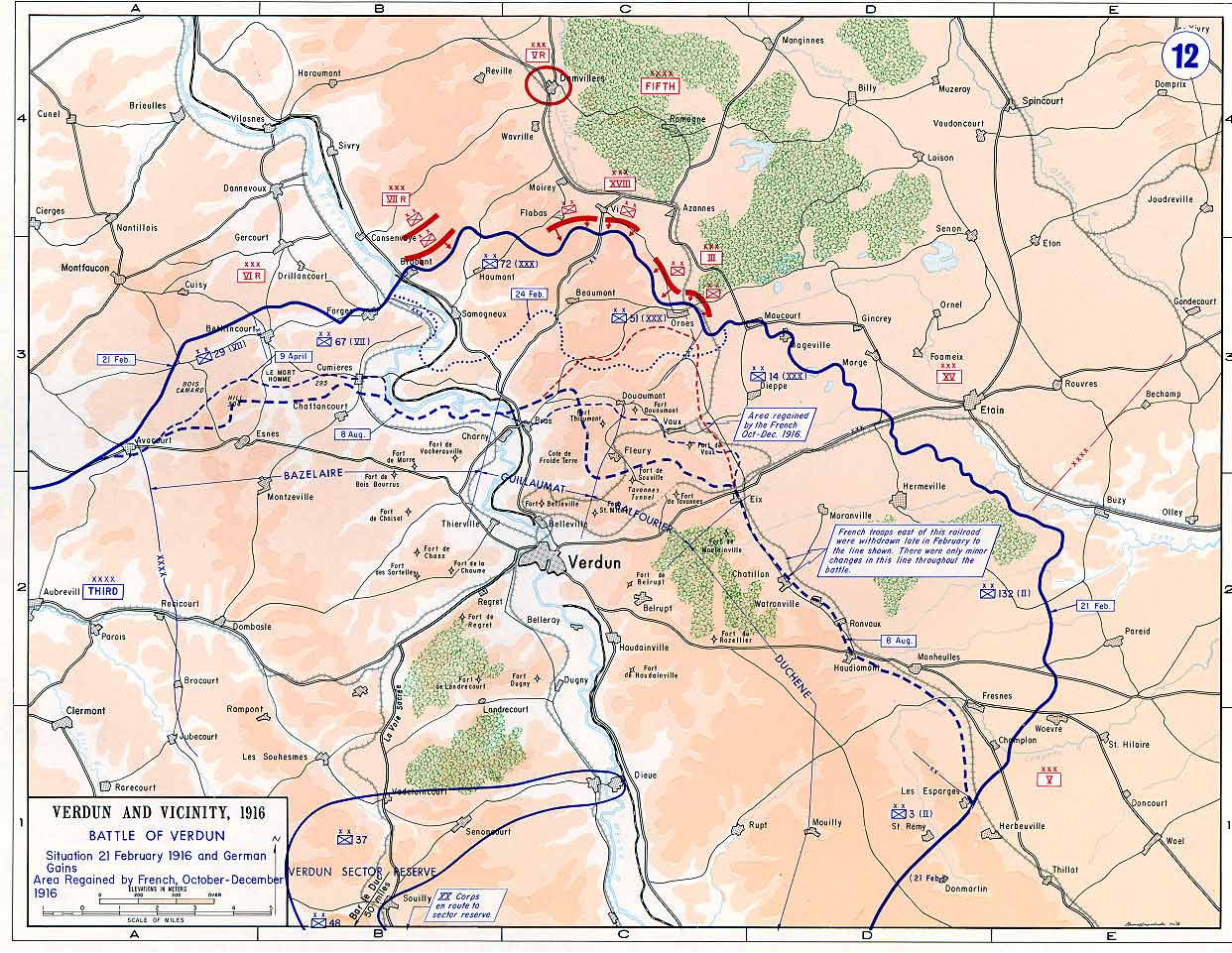
Falkenhayn stratégiájának kudarca – Verdun 1915

Sokan kételkedtek eltökéltségében, de ő egyike volt azon ritka katonai vezetőknek, akik már korán felismerték a gyors győzelem elérésének lehetetlenségét. Kinevezése után támadást indított a tengerparti kikötők ellen, amelyet a Brit Expedíciós Haderő visszaverte az első ypres-i csatában. Falkenhayn óvatos természete jól illett a nyugati fronton zajló lövészárok-hadviseléshez, azonban stratégiája túlságosan védekező jellegűnek bizonyult a keleti fronton. Visszautasította azt az ambiciózus tervet is, amely egy egész orosz hadsereg foglyul ejtésére irányult. Emiatt konfliktusba keveredett a tervet támogató Hindenburggal és Ludendorff-fal. Ennek egyik oka azon meggyőződése volt, hogy a háború egyedül a nyugati fronton nyerhető meg és hogy ez nem valósítható meg a nagy térségen elterülő keleti fronton. Emellett tisztában volt vele, hogy a Német Birodalom csak úgy győzhet, ha felőrli ellenfelei haderejét. Ennek ellenére Hindenburg és Ludendorff tekintélyének köszönhetően az 1915-ös háborús erőfeszítéseket a keleti frontra koncentrálták. Falkenhayn a keletre történő csapatmozgásokról a nyugaton indított második ypres-i csatával kívánta eltéríteni a figyelmet.
Ebben a csatában került bevetésre először vegyi fegyver mérges gáz formájában. Falkenhayn azonban nem ismerte fel ennek a hadviselésnek a jelentőségét és így nem ért el áttörő eredményt. Ezalatt Hindenburg támadása sikert hozott a keleti fronton és Falkenhayn is sikeresnek bizonyult a délkelet-európai térségben, mivel a Szerbia elfoglalására tett kísérlet 1915 végén sikerrel járt. Megnövekedett tekintélyének köszönhetően meggyőzte a császárt a nyugati frontra való koncentrálás fontosságáról és kidolgozta a verduni csata tervét, amellyel a francia ellenállást kívánta megtörni. Úgy gondolta, hogy a francia csapatokat kicsalja a verduni kiszögellésbe és koncentrált tüzérséggel módszeresen megsemmisíti őket. A hadműveletek során mind a francia, mind a német hadsereg jelentős veszteségeket szenvedett. Olyannyira sikerült a francia erőket lekötnie, hogy a somme-i csata egyik célja a verduni francia csapatok megsegítése volt. Összességében azonban verduni csata vereséggel ért fel a németek számára. Ez követően Falkenhayn arra a meggyőződésre jutott, hogy a megegyezéses békekötés a legtöbb, amit a Német Birodalom elérhet. A verduni német támadás sikertelensége, Theobald von Bethmann-Hollweg kancellár emiatt való elégedetlensége, az orosz Bruszilov-offenzíva sikere, Bitolj és Gorizia elvesztése, a keleti front tábornokainak befolyása és Románia hadba lépése az antant oldalán mind hozzájárult ahhoz, hogy II. Vilmos császár 1916. augusztus 29-én leváltása mellett döntött. Utóda a támadóbb szellemű vezetőnek tartott Paul von Hindenburg lett.

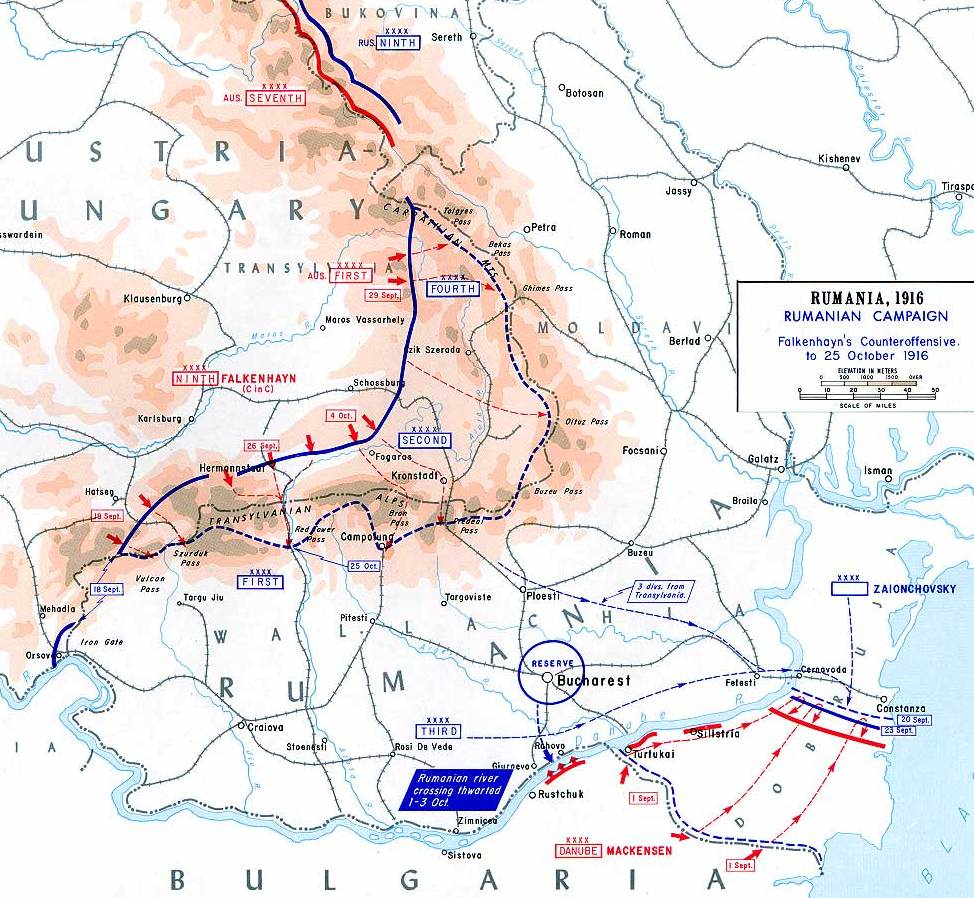
Erdély védelme és Románia elfoglalása 1916–17.

### Leváltása után
Leváltása után Erdélybe küldték, ahol 1916. augusztus 29-én a 9. német hadsereg vezetésével bízták meg. Szeptember 30-án, egyes román csapatok legyőzése után, Bukarest felé vonult. August von Mackensen csapataival egyesülve december 6-án elfoglalta a román fővárost és jelentős szerepet játszott a románok elleni győzelemben. 1917 végén a palesztinai frontra küldték. 1917 november 1-jén érkezett Jeruzsálembe, de már nem tudta megakadályozni a város december 9-én bekövetkező elestét. Helyét Otto Liman von Sanders tábornok vette át 1918. február 25-én. 1918. március 5-én a harcokban már nem résztvevő, Litvániában állomásozó 10. német hadsereg főparancsnokának nevezték ki. 1918-ban nyugállományba vonult. Bár vezérkari főnökként nem sikerült megvalósítani elképzeléseit, katonai képességei vitathatatlanok voltak. 1922. április 8-án hunyt el Schloss Lindstedt-ben.